# Clystea fulvicauda
Clystea fulvicauda är en fjärilsart som beskrevs av Butler 1896. Clystea fulvicauda ingår i släktet Clystea och familjen björnspinnare. Inga underarter finns listade i Catalogue of Life.